# سفارت اوکراین در لیسبون
سفارت اوکراین در لیسبون (به پرتغالی: Embaixada da Ucrânia em Portugal) یک منطقهٔ مسکونی و نمایندگی سیاسی این کشور در پرتغال است که در لیسبون واقع شده‌است.